# Stożkówka zasłonakowata
Stożkówka zasłonakowata (Conocybe intrusa (Peck) Singer) – gatunek grzybów z rodziny gnojankowatych (Bolbitiaceae).

## Systematyka i nazewnictwo
Pozycja w klasyfikacji według Index Fungorum: Conocybe, Bolbitiaceae, Agaricales, Agaricomycetidae, Agaricomycetes, Agaricomycotina, Basidiomycota, Fungi.
Po raz pierwszy opisał go w 1896 roku Charles Horton Peck, nadając mu nazwę Cortinarius intrusus. W 1950 roku Rolf Singer przeniósł go do rodzaju Conocybe.
Polską nazwę zarekomendował Władysław Wojewoda w 2003 r.

## Morfologia
Kapelusz
Szerokość 25–50 mm, początkowo wypukły, potem płaski, w środku często z szerokim garbkiem lub wklęsły, częściowo pokryty próchnicą lub resztkami roślin. Brzeg często wąsko podwinięty, powierzchnia sucha, skórzasta, często dołkowana i nierówna, ochrowa z brązowawym lub czerwonym odcieniem. Brzeg często jaśniejszy.
Blaszki
Gęste, o szerokości 2–5 mm, pękate, wybrzuszone, przyrosnięte do wolnych, ochrowożółte do ochrowobrązowych. Ostrza blaszek nieznacznie jaśniejsze, mniej lub bardziej wyraźnie ząbkowane.
Trzon
Wysokość 25–75 mm, grubość 4–12 mm, zwykle pogrubiony u nasady i na końcu, rzadko prawie jednakowej grubości lub z bulwiastą podstawą, pełny lub z małymi komorami. Powierzchnia, szczególnie w górnej połowie z podłużnymi paskami lub rowkowana, włóknista lub łuszcząca się na całej długości, biała do brudno jasnoszarobrązowej.
Miąższ
W środku kapelusza o grubości do 6 mm, biały, w trzonie włóknisty, zapach i smak niespecyficzny.
Cechy mikroskopowe
Komórki skórki kapelusza okrągłe, jajowate, maczugowate, 15–40 × 12–35 µm. Podstawki 15–18 × 7–8 µm, z 4 sterygmami. Są też podstawki 2-zarodnikowe, pokryte czapeczką z cienkich, falistych strzępek.

## Występowanie i siedlisko
Występuje w Ameryce Północnej, Europie i Australii. W Polsce do 2003 r. jedyne stanowisko podał Stanisław Domański w 1997 r. w Lasach Łochowskich, w późniejszych latach podano kilka następnych. Grzyb saprotroficzny, koprofilny, rozwijający się na oborniku zmieszanym z resztkami roslinnymi.